# Vela nos Jogos Olímpicos de Verão de 2020 - RS:X masculino
A classe RS:X masculino da vela nos Jogos Olímpicos de Verão de 2020 foi disputada entre 25 e 31 de julho de 2021 no Porto de Iates de Enoshima, em Fujisawa. Um total de 25 velejadores, cada um representando um Comitê Olímpico Nacional (CON), participaram do evento.
O título olímpico foi conquistado pelo neerlandês Kiran Badloe. A prata ficou com o francês Thomas Goyard, enquanto o chinês Bi Kun conquistou o bronze.

## Qualificação
O período de qualificação começou no Campeonato Mundial de 2018 em Aarhus, Dinamarca. Lá, 101 vagas, cerca de 40% do total, foram entregues aos CONs com as melhores posições em cada classe. Seis vagas estiveram disponíveis nas classes Laser e Laser Radial nos Jogos Asiáticos de 2018 e nos Jogos Pan-Americanos de 2019, enquanto 61 vagas foram distribuídas aos velejadores nos Campeonatos Mundiais de cada classe em 2019. Em 2020 e em 2021, as regatas de qualificação continentais foram realizadas para decidir o restante das vagas, enquanto duas vagas nas classes Laser e Laser Radial foram entregues pela Comissão Tripartite a CONs ainda não representados. Como país-sede, o Japão recebeu vagas em cada uma das 10 classes olímpicas.

## Formato
A prova é composta por doze regatas preliminares e uma de decisão das medalhas (Medal Race). A posição em cada regata se traduz em pontos (os primeiros colocados somam um ponto na classificação, enquanto os décimos, por exemplo, somam 10 pontos), que são acumulados de regata a regata para obter a classificação. Apenas as dez menores pontuações ao fim das doze primeiras regatas avançam para a Medal Race, na qual os pontos obtidos juntam-se aos já acumulados. Cada barco deve excluir uma regata para sua pontuação total, com exceção da Medal Race que não pode ser excluída e sua pontuação conta em dobro.
As regatas desenrolam-se num percurso marcado com boias, que deve ser obrigatoriamente percorrido pelos velejadores conforme as regras do comitê organizador.

## Calendário
| Data → | Domingo 25 jul | Segunda 26 jul | Terça 27 jul | Quarta 28 jul | Quinta 29 jul   | Sexta 30 jul | Sábado 31 jul |
| ------ | -------------- | -------------- | ------------ | ------------- | --------------- | ------------ | ------------- |
| RS:X   | Regatas 1 a 3  | Regatas 4 a 6  | Descanso     | Regatas 7 a 9 | Regatas 10 a 12 | Descanso     | Medal Race    |

## Medalhistas
| Ouro   | NED Kiran Badloe  |
| Prata  | FRA Thomas Goyard |
| Bronze | CHN Bi Kun        |

## Resultados
Estes foram os resultados obtidos da competição:
| Pos.              | Velejadores              | CON                 | Regata | Regata | Regata | Regata | Regata | Regata | Regata | Regata | Regata | Regata | Regata | Regata | Regata | Pontos | Pontos |
| Pos.              | Velejadores              | CON                 | 1      | 2      | 3      | 4      | 5      | 6      | 7      | 8      | 9      | 10     | 11     | 12     | MR     | Tot.   | Net    |
| ----------------- | ------------------------ | ------------------- | ------ | ------ | ------ | ------ | ------ | ------ | ------ | ------ | ------ | ------ | ------ | ------ | ------ | ------ | ------ |
| Medalha de ouro   | Kiran Badloe             | NED Países Baixos   | 5      | 7      | 1      | 1      | 26 DSQ | 5      | 2      | 4      | 1      | 5      | 1      | 1      | 4      | 63     | 37     |
| Medalha de prata  | Thomas Goyard            | FRA França          | 13     | 5      | 3      | 13     | 1      | 1      | 3      | 6      | 7      | 1      | 9      | 3      | 22 OCS | 87     | 74     |
| Medalha de bronze | Bi Kun                   | CHN China           | 7      | 9      | 16     | 4      | 13     | 26 DSQ | 1      | 3      | 2      | 4      | 2      | 6      | 8      | 101    | 75     |
| 4                 | Yoav Cohen               | ISR Israel          | 12     | 6      | 2      | 7      | 6      | 6      | 6      | 7      | 16     | 6      | 4      | 12     | 2      | 92     | 76     |
| 5                 | Mattia Camboni           | ITA Itália          | 4      | 2      | 4      | 8      | 2      | 2      | 8      | 13     | 4      | 8      | 3      | 9      | 22 OCS | 89     | 76     |
| 6                 | Piotr Myszka             | POL Polônia         | 11     | 4      | 6      | 3      | 5      | 11     | 5      | 2      | 5      | 9      | 5      | 2      | 22 OCS | 90     | 79     |
| 7                 | Tom Squires              | GBR Grã-Bretanha    | 9      | 3      | 14     | 2      | 10     | 3      | 4      | 1      | 8      | 2      | 6      | 10     | 14     | 96     | 82     |
| 8                 | Mateo Sanz Lanz          | SUI Suíça           | 1      | 1      | 9      | 10     | 3      | 4      | 16     | 17     | 12     | 10     | 13     | 15     | 6      | 117    | 100    |
| 9                 | Pedro Pascual            | USA Estados Unidos  | 6      | 12     | 7      | 9      | 4      | 13     | 7      | 5      | 14     | 14     | 16     | 7      | 12     | 126    | 110    |
| 10                | Ángel Granda             | ESP Espanha         | 2      | 3      | 13     | 14     | 12     | 15     | 15     | 9      | 10     | 18     | 7      | 8      | 10     | 136    | 118    |
| 11                | Byron Kokkalanis         | GRE Grécia          | 8      | 17     | 10     | 5      | 26 DNF | 8      | 18     | 19     | 6      | 7      | 8      | 4      |        | 136    | 110    |
| 12                | Andreas Cariolou         | CYP Chipre          | 18     | 20     | 15     | 6      | 9      | 7      | 11     | 8      | 17     | 3      | 10     | 14     |        | 138    | 118    |
| 13                | Michael Cheng            | HKG Hong Kong       | 3      | 8      | 8      | 12     | 8      | 9      | 13     | 22     | 15     | 15     | 15     | 13     |        | 141    | 119    |
| 14                | Endre Funnemark          | NOR Noruega         | 14     | 16     | 5      | 11     | 11     | 26 DSQ | 9      | 10     | 3      | 19     | 12     | 16     |        | 152    | 126    |
| 15                | Juozas Bernotas          | LTU Lituânia        | 23     | 11     | 12     | 15     | 26 DNF | 10     | 12     | 18     | 13     | 12     | 14     | 5      |        | 171    | 145    |
| 16                | Makoto Tomizawa          | JPN Japão           | 10     | 21     | 11     | 16     | 26 DNF | 14     | 17     | 11     | 11     | 16     | 11     | 11     |        | 175    | 149    |
| 17                | Cho Won-woo              | KOR Coreia do Sul   | 22     | 15     | 21     | 22     | 7      | 26 UFD | 10     | 14     | 9      | 11     | 18     | 18     |        | 193    | 167    |
| 18                | Mikita Tsirkun           | BLR Bielorrússia    | 17     | 10     | 23     | 17     | 26 DNF | 19     | 21     | 12     | 18     | 23     | 20     | 20     |        | 226    | 200    |
| 19                | Aleksandr Askerov        | ROC                 | 19     | 18     | 17     | 20     | 26 DNF | 16     | 20     | 15     | 19     | 22     | 19     | 23     |        | 234    | 208    |
| 20                | Onur Cavit Biriz         | TUR Turquia         | 15     | 19     | 20     | 19     | 26 DNF | 12     | 23     | 20     | 23     | 21     | 21     | 17     |        | 236    | 210    |
| 21                | Francisco Saubidet       | ARG Argentina       | 16     | 14     | 19     | 21     | 26 DNF | 17     | 14     | 26 UFD | 22     | 20     | 22     | 21     |        | 238    | 212    |
| 22                | Karel Lavický            | CZE República Checa | 20     | 25     | 22     | 23     | 26 DNF | 26 UFD | 19     | 16     | 21     | 17     | 17     | 19     |        | 251    | 225    |
| 23                | Ignacio Berenguer        | MEX México          | 25     | 22     | 18     | 18     | 26 DNF | 26 DNF | 22     | 23     | 20     | 13     | 23     | 22     |        | 258    | 232    |
| 24                | Natthaphong Phonoppharat | THA Tailândia       | 24     | 24     | 25     | 24     | 26 DNF | 20     | 24     | 21     | 24     | 24     | 24     | 24     |        | 284    | 258    |
| 25                | Hamza Bouras             | ALG Argélia         | 21     | 23     | 24     | 25     | 26 DNF | 18     | 25     | 24     | 25     | 25     | 25     | 25     |        | 286    | 260    |

Legenda
| - DSQ = Desclassificação; - DNE = Desclassificação não descartável; - DNF = Não cruzou a linha de chegada; | - DNC = Não compareceu na área de largada; - DNS = Não largou; - STP = Penalidade padrão; | - UFD = Desclassificação por bandeira "U"; - BFD = Desclassificação por bandeira preta; - OCS = Queima de largada. |